# سانتوس إسكوبار
سانتوس إسكوبار هو مصارع محترف مكسيكي ولد في 30 أبريل 1984،يعمل حالياً في دبليو دبليو إي في قسم إن إكس تي.

## روابط خارجية
- سانتوس إسكوبار على موقع دبليو دبليو إي (الإنجليزية)
- سانتوس إسكوبار على موقع WrestlingData.com (الإنجليزية)
- سانتوس إسكوبار على موقع CageMatch worker (الإنجليزية)
- سانتوس إسكوبار على موقع قاعدة بيانات المصارعة على الإنترنت (الإنجليزية)
- سانتوس إسكوبار على موقع عالم المصارعة على الإنترنت (الإنجليزية)